# Скопцов, Александр Сергеевич
Александр Сергеевич Скопцов (род. 5 марта 1973, Москва) — советский и российский хоккеист, нападающий. Мастер спорта России. Тренер.

## Биография
Воспитанник ЦСКА. В сезоне 1990/91 провёл 10 игр за команду второй лиги «Корд» Щёкино, в ЦСКА и ЦСКА-2 отыграл восемь сезонов (1991/92 — 1993/94, 1999/97 — 2000/01). Выступал также за «Торпедо» Ярославль (1994/95 — 1995/96), «Витязь» Подольск (2001/02), «Титан» Клин (2002/03 — 2005/06).
Окончил МГАФК (1999). Тренер в московских хоккейных школах «Серебряные акулы» (2006—2007), «Северная звезда» (2007—2015), «Центр» (с 2015).